# 유럽 연합의 지리
유럽 연합은 주로 서부와 중부 유럽의 많은 부분을 차지하고 있다. 면적은 약 4,422,773km2(1,707,642 제곱 마일)정도로, 북동쪽으로 핀란드, 북서쪽으로 아일랜드, 남동쪽으로 키프로스, 남서쪽으로 이베리아반도까지 위치해 있다. 땅 면적로만 따지면 세계에서 7번째로 넓은 지역이다.

## 회원국
유럽 연합의 지리는 28개의 회원국의 지리로 구성된다. 아래는 가나다 순으로 표기한 구성 회원국의 목록이다.
| - 그리스 - 네덜란드 - 덴마크 - 독일 | - 라트비아 - 루마니아 - 룩셈부르크 - 리투아니아 | - 몰타 - 벨기에 - 불가리아 - 스웨덴 | - 스페인 - 슬로바키아 - 슬로베니아 - 아일랜드 | - 에스토니아 - 영국 - 오스트리아 - 이탈리아 | - 체코 - 크로아티아 - 키프로스 - 포르투갈 | - 폴란드 - 프랑스 - 핀란드 - 헝가리 |

## 지리

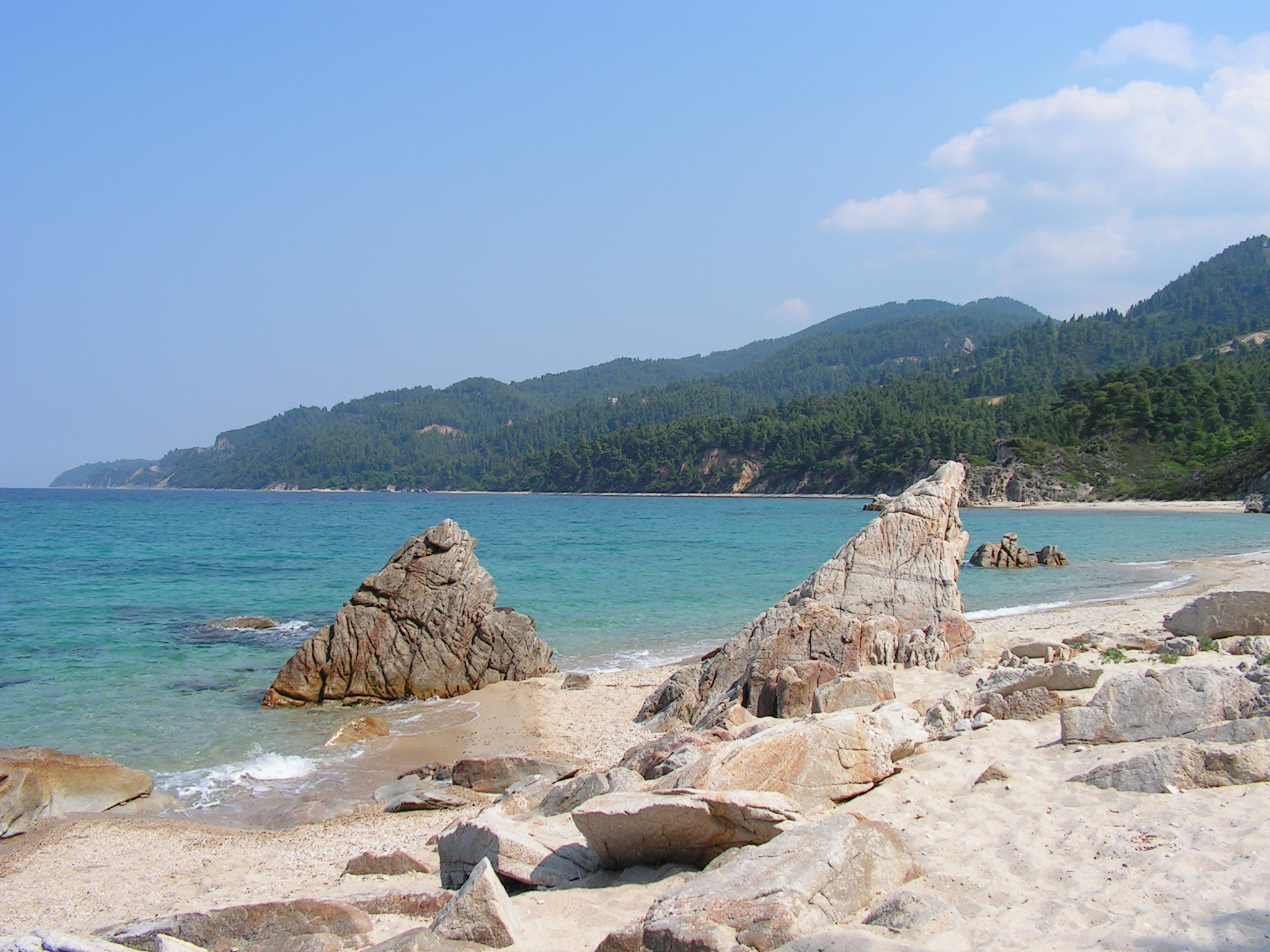
EU 회원국 중 22개 국가는 광범위한 해안선을 가지고 있으며 해양 기후에 영향을 받는다. (사진은 그리스의 지중해)

대부분의 EU 국가는 유럽 대륙에 속해 있다. 하지만 EU의 범위는 유럽 대륙 전체를 관리하는 것도 아니고 유럽 대륙 안에서만 한정되어 있는 것도 아니다. 또한 EU회원국들은 다른 21개국과 국경을 맞대고 있다.
EU의 해안선은 약 15만km가 넘는다. 그 해안선은 대서양, 지중해, 흑해, 발트해, 아드리아해에 접한다. 유럽 연합의 산악지대로는 알프스산맥, 카르파티아산맥, 발칸산맥, 스칸디나비아산맥과 서유럽에서 가장 높은 산인 몽블랑산 등이 있다.
EU의 회원국의 몇 개의 해외 영토와 보호령은 정식적인 EU의 일부이다.(예: 아조레스 제도, 마데이라 제도, 프랑스령 기아나, 마르티니크, 과들루프, 카나리아 제도) 그러나 다른 일부는 연합에서 제외한다.(예: 그린란드, 페로 제도, 대부분의 영국의 해외령, 아루바, 네덜란드령 안틸레스, 누벨칼레도니)
연합 회원국들의 해외 영토를 포함해서 EU는 북극 기후부터 열대 기후까지 대부분의 기후 유형에 속해 있다. 따라서 EU의 기후에 대한 표준을 정하는 것은 의미가 없다. 그러나 인구의 대부분은 지중해성 기후 지역(남유럽), 온화한 해양성 기후 지역(서유럽), 또는 따뜻한 여름이 있는 대륙성 기후 지역(동유럽)에 살고 있다.

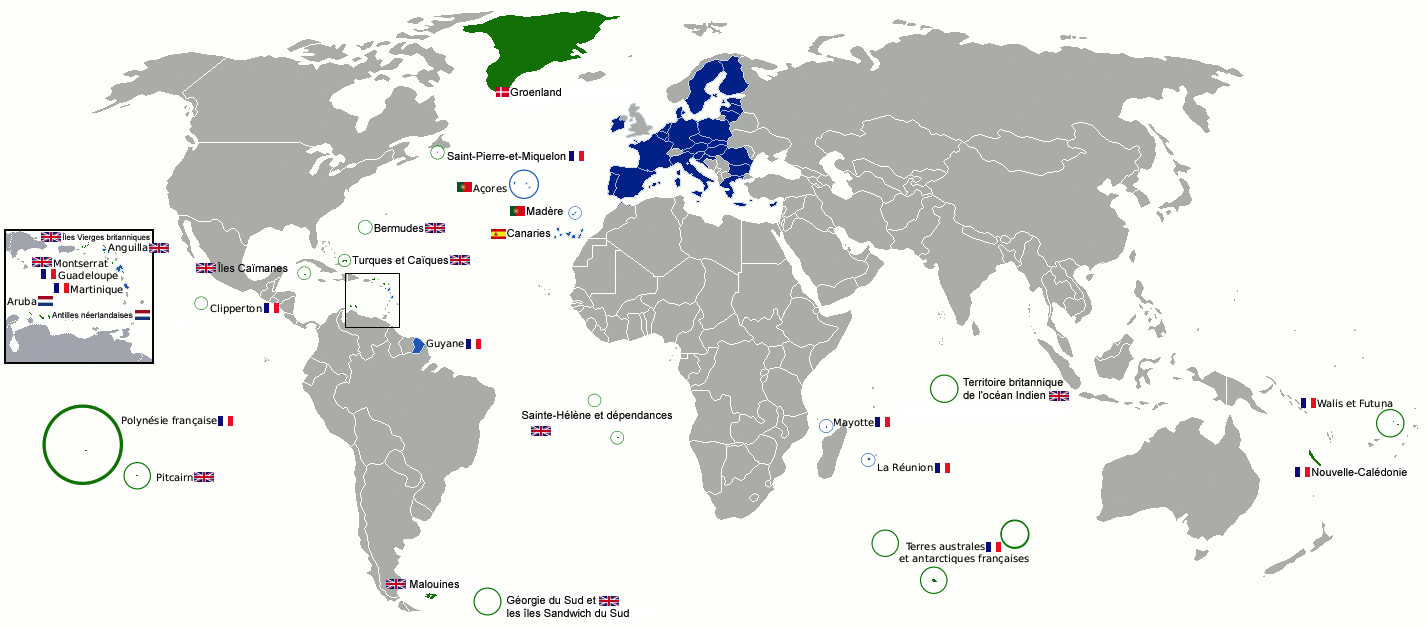
유럽 연합
대륙 외 지역 (EU범위에 속함)
나머지 대륙 외 지역 (EU범위에 속하지 않음)

## 대도시
| 도시                  | 인구 (단위:백만) | 인구밀도 (명/km2) | 도시지역                   | 인구 (단위:백만) | 교외지역              | 인구 (단위:백만) |
| --------------------- | ---------------- | ----------------- | -------------------------- | ---------------- | --------------------- | ---------------- |
| 런던 (영국)           | 7.5              | 4,761             | 파리 (프랑스)              | 10.1             | 런던 (영국)           | 12-14            |
| 베를린 (독일)         | 3.4              | 3,815             | 런던 (영국)                | 8.5              | 파리 (프랑스)         | 11.7             |
| 마드리드 (스페인)     | 3.1              | 1,985             | 마드리드 (스페인)          | 5.5              | 라인-루르 (독일)      | 10.2             |
| 로마 (이탈리아)       | 2.5              | 5,198             | 루르 (독일)                | 5.3              | 란트스타트 (네덜란드) | 7.0              |
| 파리 (프랑스)         | 2.2              | 24,672            | 바르셀로나 (스페인)        | 4.5              | 마드리드 (스페인)     | 5.8              |
| 부쿠레슈티 (루마니아) | 1.9              | 9,131             | 밀라노 (이탈리아)          | 3.8              | 바르셀로나 (스페인)   | 5.3              |
| 함부르크 (독일)       | 1.8              | 2,310             | 베를린 (독일)              | 3.7              | 밀라노 (이탈리아)     | 4.3              |
| 바르샤바 (폴란드)     | 1.7              | 3,258             | 로테르담–헤이그 (네덜란드) | 3.3              | 베를린 (독일)         | 4.3              |
| 부다페스트 (헝가리)   | 1,7              | 3,570             | 아테네 (그리스)            | 3.2              | 프랑크푸르트 (독일)   | 4.1              |
| 비엔나 (오스트리아)   | 1.7              | 3,931             | 나폴리 (이탈리아)          | 2.9              | 아테네 (그리스)       | 3.9              |

## 같이 보기
- 유럽의 지리